# Sirkka Salonen
Sirkka Tellervo Salonen, född 29 september 1917, död 11 oktober 1975, var en finländsk fotomodell och skådespelerska, som 1938 blev den tredje finska kvinnan att vinna titeln Miss Europe. Hon vann även titeln Miss Finland samma år.

## Biografi
Salonen föddes den 29 september 1917 i Peräseinäjoki, Finland. Hon var dotter till Toivo Salonen och Johanna Gabrielsdotter. Innan hon började sin karriär som modell studerade hon vid Lärarhögskolan i Heinola för att bli grundskolelärare.
1938 vann hon titeln Miss Finland, som kvalificerade henne till Miss Europe 1938, som var den elfte upplagan av Miss Europe-tävlingen. Årets tävling hölls i Köpenhamn, Danmark den 10 september 1938. Sirkka Salonen röstades fram som Miss Europe 1938 bland 14 finalister i olika europeiska länder, i ett enhälligt beslut av juryerna som leddes av den belgiskfödde franske journalisten Maurice de Waleffe. Efter att ha blivit Miss Europe 1938 började Salonen få inbjudningar att delta i andra skönhetstävlingar, och även i filmer.
När hon vann tävlingen blev hon utesluten av sin högskolas kommitté, för att hon deltog i en skönhetstävling, eftersom de inte ansåg att en skönhetstävlingsvinnare var lämplig för en framtida lärare. Utskottets styrelse upphävde dock senare sitt beslut, men Salonen fortsatte inte längre sina studier i Heinola. Salonen var gift med Paavo Lahtinen och skilde sig senare, med vilken hon skulle få två döttrar.
Sirkka Salonen avled den 11 oktober 1975.